# Phare de Penfield Reef

Le phare de Penfield Reef (en anglais : Penfield Reef Light), est un phare offshore du Long Island Sound situé sur Penfield Reef (en) du côté sud de l'entrée de Black Rock Harbor (en) au large de Fairfield dans le Comté de Fairfield, Connecticut.
Ce phare est inscrit au Registre national des lieux historiques depuis le 27 septembre 1990 sous le n° 89001473 .

## Historique
Penfield Reef a été appelé l'une des zones les plus dangereuses de l'ouest du détroit de Long Island. Le phare a été construit en 1874 à environ 1,8 km au large de Fairfield Beach, à une extrémité du récif.
En 1969, la Garde côtière a annoncé qu'elle remplacerait le phare par une tour en acier, mais un tollé public dirigé par les représentants américains de l'époque, Lowell Weicker et Stewart B. McKinney, a persuadé l'agence de reculer. En 1971, la lumière a été automatisée et, après 97 ans, elle n'avait plus besoin d'un gardien.
La garde côtière américaine a fait réparer le phare pour la dernière fois en 2003. Le phare est relié à des quartiers de gardien à deux étages construits en granit et en ossature bois sur une fondation en béton entourée de rochers.
L'Administration des services généraux des États-Unis a annoncé en 2007 qu'elle cherchait quelqu'un pour acheter le phare et qu'elle ne facturerait qu'un dollar pour cela. En janvier 2008, la ville de Fairfield a soumis une proposition officielle d'achat et d'entretien du phare. Le 29 juillet 2008, la Beacon Preservation, Inc. a reçu un avis de Janet Snyder Matthews, directrice adjointe des ressources culturelles du National Park Service, l'informant qu'elle avait présenté une offre supérieure pour le phare de Penfield Reef et avait été recommandé en tant que nouveaux propriétaires de celui-ci.

## Description
Le phare  est une tour octogonale en granit, avec galerie et lanterne, s'élevant d'une maison de gardien de deux étages de 11 m de haut, montée sur un caisson en granit. La tour et le toit de la maison  sont peints en blanc et le reste est en granit non peint, la lanterne est noire.
Il émet, à une hauteur focale de 16 m, un bref éclat rouge de 0.6 seconde  par période de 6 secondes. Sa portée est de 15 milles nautiques (environ 28 km). Il est équipé d'une corne de brume émettant un souffle de 2 secondes par période de 15 secondes.

## Caractéristiques dufeu maritime
Fréquence : 6 secondes (R)
- Lumière : 0.6 seconde
- Obscurité : 5.4 secondes

Identifiant : ARLHS : USA-590 ; USCG :  1-21290 ; Admiralty : J0840 .

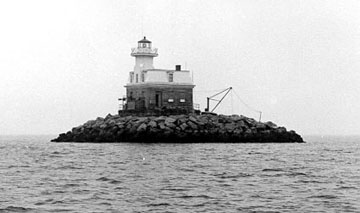
Le phare (photo USCG)
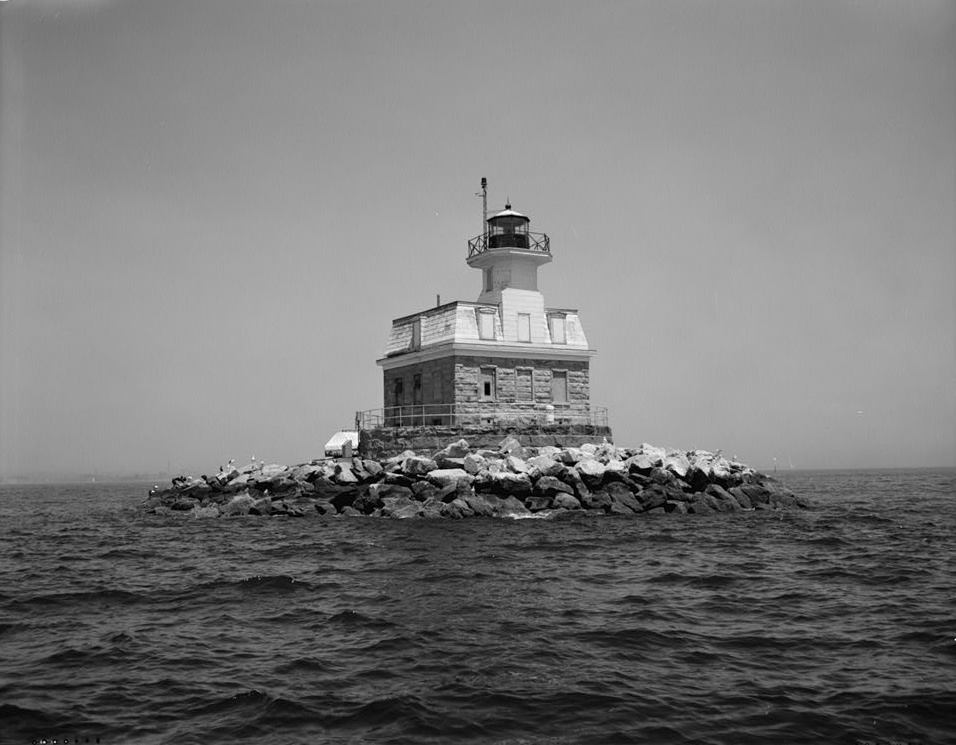
Le phare
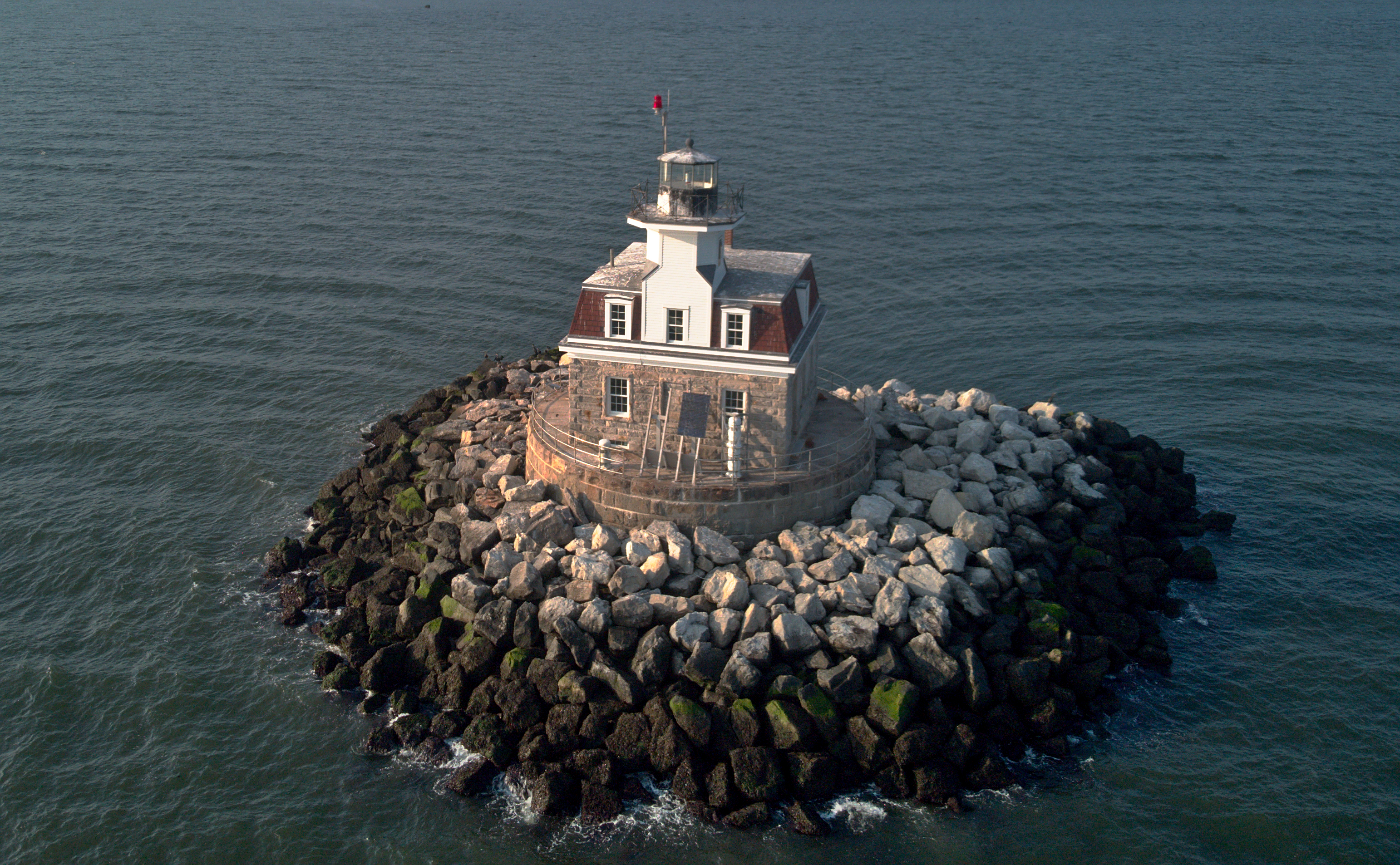
Le phare

### Lien connexe
- Liste des phares du Connecticut